# Silje Solberg
Silje Margaretha Solberg-Østhassel (Bærum, 16 de junio de 1990) es una jugadora de balonmano noruega que juega de portera en el Győri ETO KC. Es internacional con la selección femenina de balonmano de Noruega.

## Palmarés

### Selección noruega
| Juegos Olímpicos   | Juegos Olímpicos                            | Juegos Olímpicos  | Juegos Olímpicos |
| Año                | Lugar                                       | Medalla           |                  |
| ------------------ | ------------------------------------------- | ----------------- | ---------------- |
| 2020               | Tokio                                       | Medalla de bronce |                  |
| 2024               | París                                       | Medalla de oro    |                  |
| Campeonato Mundial |                                             |                   |                  |
| Año                | Lugar                                       | Medalla           |                  |
| 2015               | Dinamarca                                   | Medalla de oro    |                  |
| 2017               | Alemania                                    | Medalla de plata  |                  |
| 2021               | España                                      | Medalla de oro    |                  |
| Campeonato Europeo |                                             |                   |                  |
| Año                | Lugar                                       | Medalla           |                  |
| 2012               | Serbia                                      | Medalla de plata  |                  |
| 2014               | Croacia y Hungría                           | Medalla de oro    |                  |
| 2016               | Suecia                                      | Medalla de oro    |                  |
| 2020               | Dinamarca                                   | Medalla de oro    |                  |
| 2022               | Eslovenia, Macedonia del Norte y Montenegro | Medalla de oro    |                  |

### Team Tvis Holstebro
- Copa EHF femenina (1): 2015

### Siófok KC
- Liga Europea de la EHF femenina (1): 2019

### Győri ETO KC
- Liga de Hungría de balonmano femenino (2): 2022, 2023

## Clubes
| Club                | País      | Año         |
| ------------------- | --------- | ----------- |
| Helset IF           | Noruega   | 2006 - 2007 |
| Stabæk IF           | Noruega   | 2007 - 2014 |
| Team Tvis Holstebro | Dinamarca | 2014 - 2016 |
| Issy-Paris Hand     | Francia   | 2016 - 2018 |
| Siófok KC           | Hungría   | 2018 - 2020 |
| Győri ETO KC        | Hungría   | 2020 - Act. |